# Acomys cahirinus
Acomys cahirinus là một loài động vật có vú trong họ Chuột, bộ Gặm nhấm. Loài này được É. Geoffroy mô tả năm 1803.

## Hình ảnh

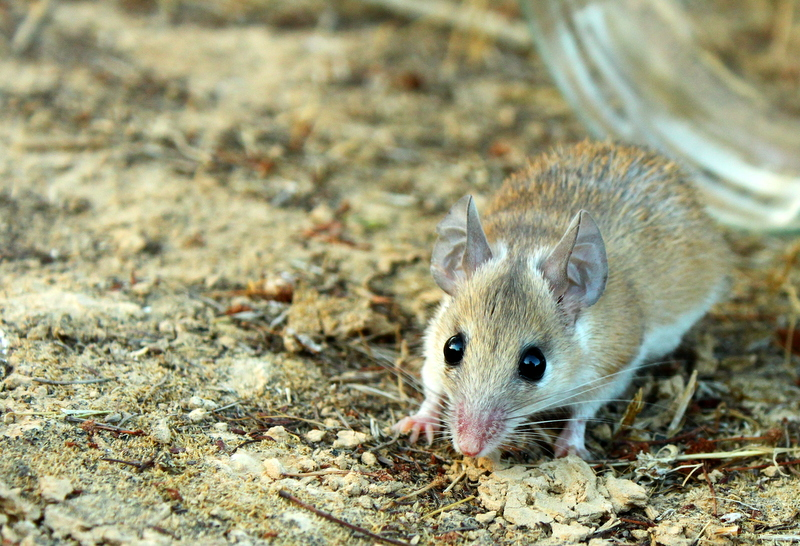
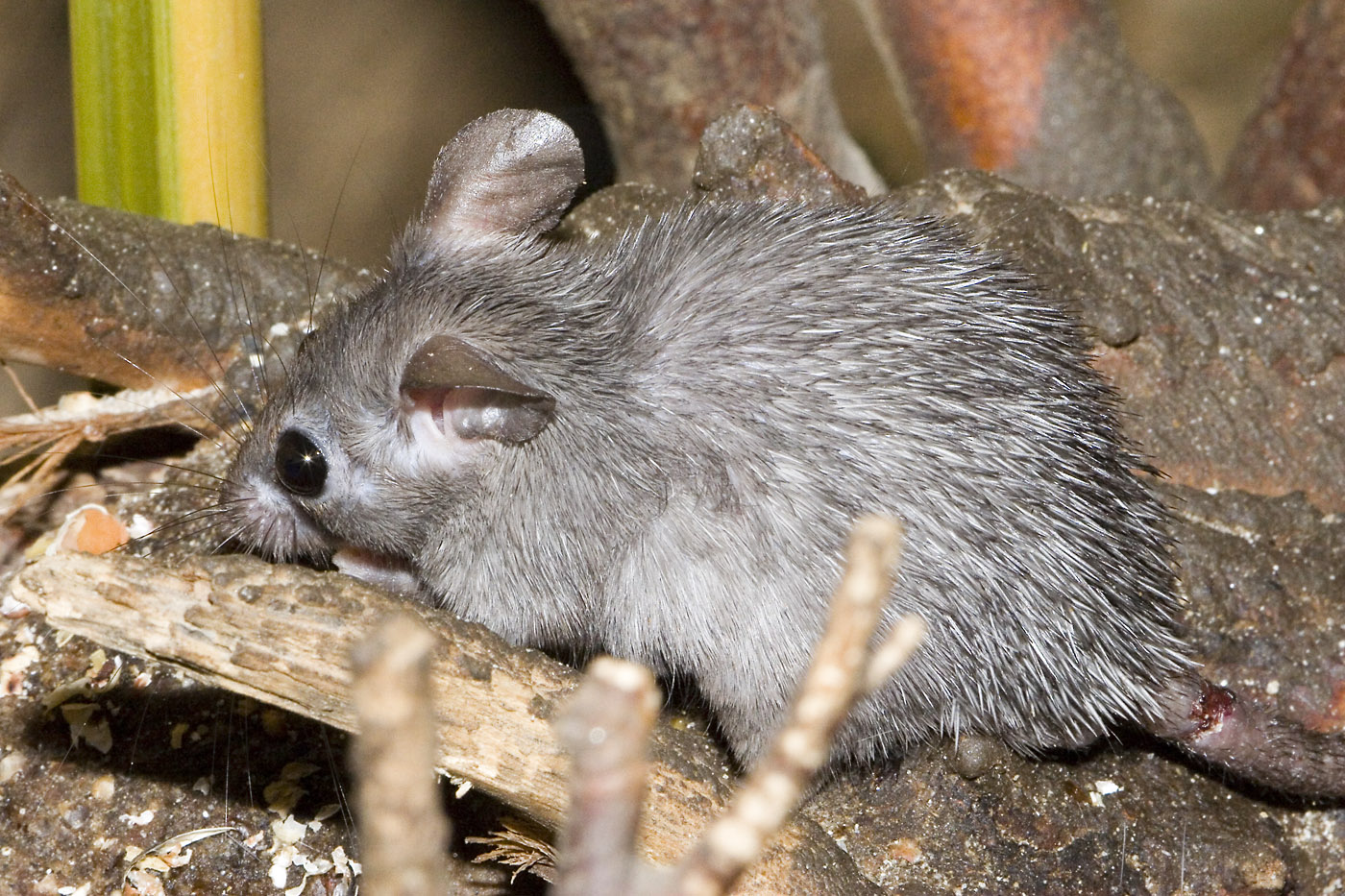
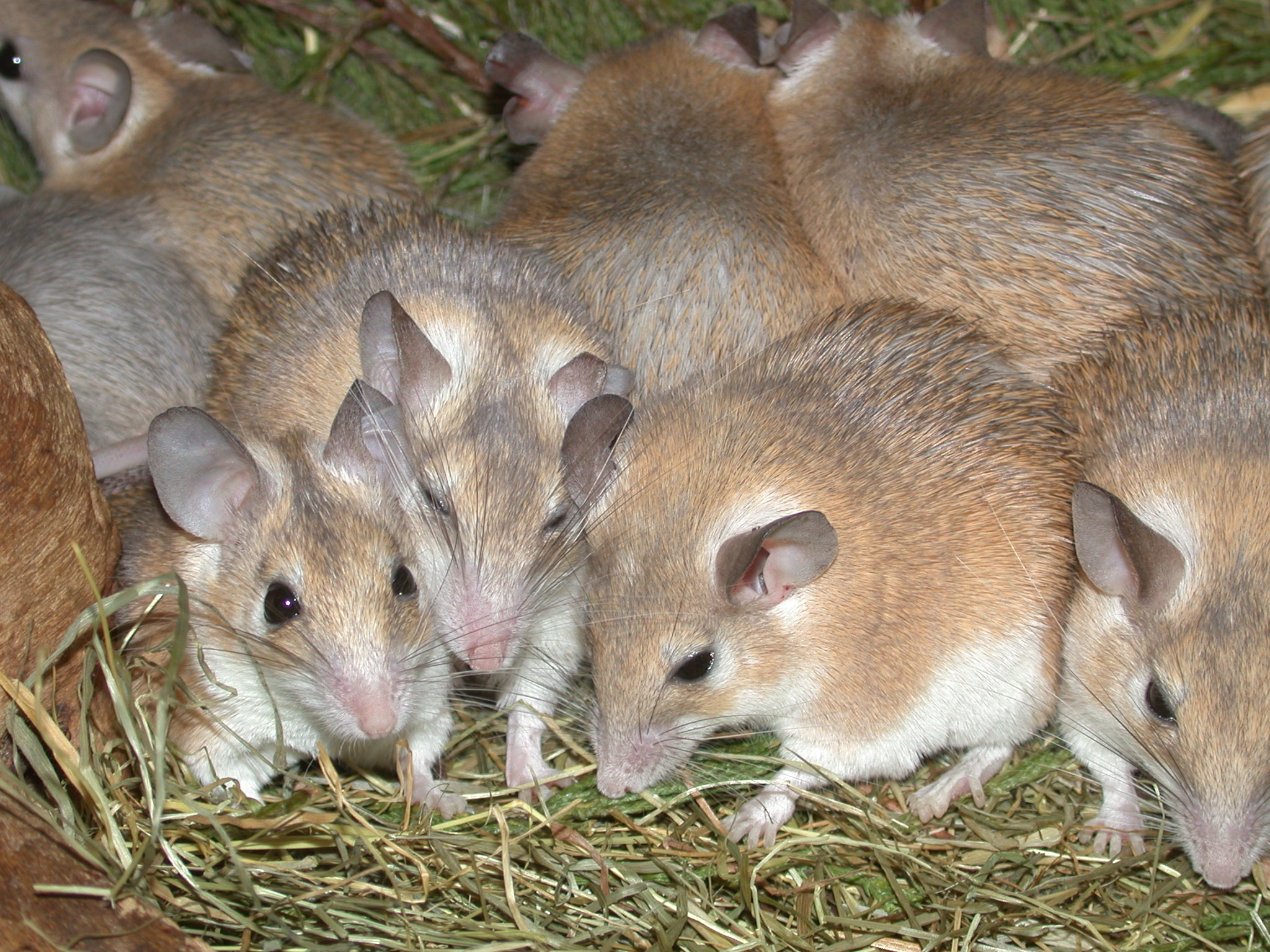
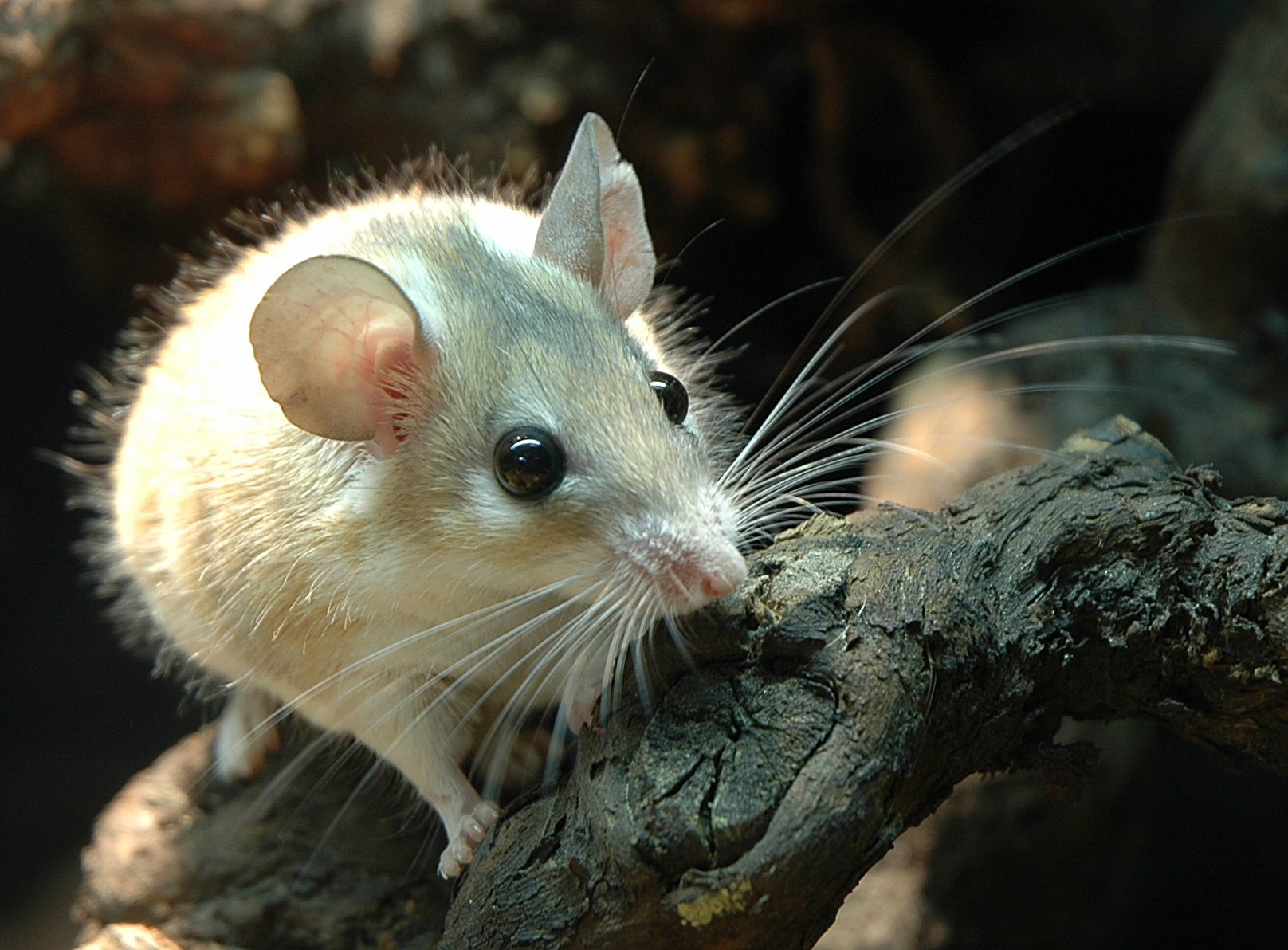